# Consiglio di Stato (Repubblica Democratica Tedesca)
Nella Repubblica Democratica Tedesca (RDT), il Consiglio di Stato (in tedesco Staatsrat) fu l'organo collegiale a capo dello Stato dal 1960 al 1990.

## Storia
Inizialmente, la Repubblica Democratica Tedesca, fondata nel 1949, aveva una costituzione simile, almeno formalmente, a quelle degli Stati liberali, volendo apparire quale legittima continuatrice dello Stato nazionale tedesco (in contrapposizione alla Repubblica Federale Tedesca, rappresentata come separatista). Per questo motivo, anziché un capo di Stato collegiale, tipico degli Stati comunisti, aveva un Presidente della Repubblica, carica ricoperta da Wilhelm Pieck fino al 1960, anno della sua morte. Dopo la morte di Pieck, fu apportata, il 12 settembre 1960, una modifica alla Costituzione, con la "Legge sulla costituzione del Consiglio di Stato" (Gesetz über die Bildung des Staatsrates), che introdusse quest'organo come capo collegiale dello Stato.
Se durante la leadership del Partito Socialista Unificato di Germania (SED) di Walter Ulbricht il Consiglio di Stato ebbe un certo rilievo come organo deliberativo e consultivo, dopo che questi perse il potere, nei primi anni '70, finì per essere relegato ad ruolo essenzialmente protocollare; evoluzione, questa, che si riflette nelle modifiche costituzionali apportate dalla riforma del 1974.
Nel 1989, quando Egon Krenz, successore di Erich Honecker a capo della SED, fallì nel tentativo di preservare il ruolo del suo partito nella Germania Est, diede le dimissioni dal partito, dal governo e dalla presidenza del Consiglio di Stato. Per evidenziare la fine del monopolio del potere della SED, fu eletto presidente un esponente del Partito Liberal-Democratico di Germania, Manfred Gerlach. L'organo, tuttavia, cessò di avere rilevanza politica e si limitò a supervisionare la transizione verso le elezioni parlamentari del marzo 1990.
Uno dei primi atti della Volkskammer emersa da queste elezioni fu l'approvazione di una modifica costituzionale che abolì il Consiglio di Stato. In vista dell'imminente riunificazione con la Germania Occidentale, si decise di attribuire nella fase transitoria le funzioni del Consiglio di Stato e del suo presidente al Presidium della Volkskammer e alla sua presidente Sabine Bergmann-Pohl.

## Struttura

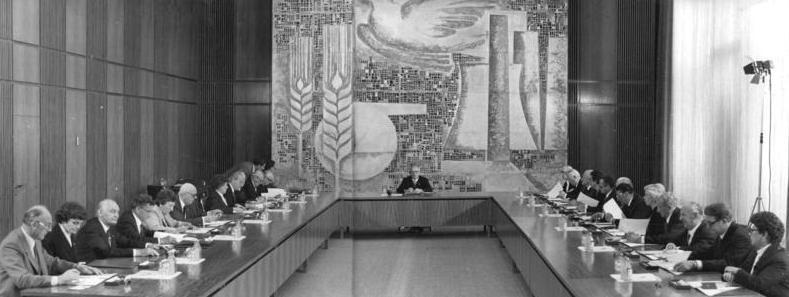
Sessione del Consiglio di Stato, presieduta da Erich Honecker, il 25 giugno 1981

Il Consiglio di Stato era eletto dalla Volkskammer, il parlamento unicamerale, inizialmente per quattro anni, portati a cinque nel 1974; poteva essere revocato prima della fine naturale del mandato, con il voto dei due terzi dei membri del parlamento.
Era costituito dal presidente, sei vicepresidenti, altri sedici membri e il segretario. I componenti erano scelti tra gli esponenti dei partiti e delle altre organizzazioni di massa coalizzate nel Fronte Nazionale, controllato dalla SED; in qualche caso furono elette anche personalità di rilievo estranee a tali organizzazioni.
L'ufficio di presidente fu quasi sempre ricoperto dal leader (Primo segretario fino al 1976, poi Segretario generale del Comitato centrale) della SED; eccezioni di breve durata si ebbero nel 1971-1976, con la transizione dalla leadership di Walter Ulbricht a quella di Erich Honecker, e negli ultimi anni di vita della Repubblica Democratica Tedesca, dal 1989 in poi. I leader dei partiti minori appartenenti al Fronte Nazionale ricoprivano, invece, l'ufficio di vicepresidente.
Il Segretariato del Consiglio di Stato, con un organico di circa 200 dipendenti, aveva, dal 1961, il compito di ricevere ed esaminare le petizioni presentate dai cittadini (cd. Staatsratseingaben); a tal fine, le autorità statali e le organizzazioni economiche erano tenute a fornirgli informazioni e collaborazione.

## Funzioni
Il Consiglio di Stato esercitava le tipiche attribuzioni di un capo di Stato: promulgava le leggi, indiceva le elezioni, concedeva la grazia e l'amnistia, ratificava i trattati internazionali, accreditava e riceveva le credenziali degli agenti diplomatici, attribuiva le onorificenze. Nominava, inoltre, i componenti del Consiglio Nazionale della Difesa (Nationale Verteidigungsrat), organo collegiale, costituito da un presidente e almeno 12 altri membri, cui spettava il comando supremo delle forze armate.
Originariamente il Consiglio di Stato aveva anche il potere di adottare atti aventi forza di legge e interpretazioni delle leggi con efficacia generale e vincolante. Tali poteri furono soppressi dalla riforma costituzionale del 1974, che trasferì anche al collegio nella sua interezza il ruolo di capo dello Stato ai fini del diritto internazionale, precedentemente attribuito al suo presidente.

## Presidenti
- Walter Ulbricht (1960-1973)
- Friedrich Ebert (1973) (ad interim)
- Willi Stoph (1973-1976)
- Erich Honecker (1976-1989)
- Egon Krenz (1989)
- Manfred Gerlach (1989-1990)